# Shevon Thompson
Shevon Thompson (Parrocchia di Clarendon, 10 giugno 1993) è un cestista giamaicano.

## Carriera
L'8 settembre 2020 firma un contratto di prova di un mese con l'Alba Berlino. Tuttavia il 13 ottobre la squadra decide di non estendere il contratto del giocatore fino alla fine della stagione.

## Statistiche

### College
| Anno      | Squadra           | PG | PT | MP   | TC%  | 3P% | TL%  | RP   | AP  | PRP | SP  | PP   |
| --------- | ----------------- | -- | -- | ---- | ---- | --- | ---- | ---- | --- | --- | --- | ---- |
| 2014-2015 | G. Mason Patriots | 31 | 31 | 30,2 | 55,5 | -   | 61,9 | 11,3 | 0,2 | 0,5 | 1,1 | 12,5 |
| 2015-2016 | G. Mason Patriots | 31 | 29 | 22,5 | 57,7 | 0,0 | 55,8 | 10,6 | 0,5 | 0,1 | 1,0 | 9,9  |
| Carriera  | Carriera          | 62 | 60 | 26,4 | 56,5 | 0,0 | 59,1 | 11,0 | 0,4 | 0,3 | 1,0 | 11,2 |

### G League
| Anno      | Squadra        | PG  | PT | MP   | TC%  | 3P% | TL%  | RP  | AP  | PRP | SP  | PP   |
| --------- | -------------- | --- | -- | ---- | ---- | --- | ---- | --- | --- | --- | --- | ---- |
| 2016-2017 | Erie BayHawks  | 17  | 3  | 21,3 | 55,8 | -   | 66,7 | 7,5 | 0,4 | 0,6 | 0,4 | 12,1 |
| 2017-2018 | Raptors 905    | 41  | 5  | 20,3 | 61,6 | -   | 74,4 | 7,6 | 0,6 | 0,6 | 1,0 | 10,5 |
| 2018-2019 | Wisconsin Herd | 30  | 13 | 20,7 | 65,2 | 0,0 | 72,5 | 9,1 | 0,7 | 0,4 | 0,7 | 12,5 |
| 2021-2022 | A.C. Clippers  | 39  | 16 | 21,0 | 66,3 | 0,0 | 79,0 | 9,8 | 0,6 | 0,6 | 0,9 | 10,7 |
| Carriera  | Carriera       | 127 | 37 | 20,7 | 62,8 | 0,0 | 73,6 | 8,6 | 0,6 | 0,6 | 0,8 | 11,3 |

## Palmarès
- Campionato belga: 2

Ostenda: 2018-19, 2019-20